# Duomo di Magliano Sabina
La chiesa di San Liberatore o cattedrale dei Sabini è il duomo di Magliano Sabina e concattedrale della diocesi di Sabina-Poggio Mirteto.

## Storia e descrizione
La chiesa, intitolata a san Liberatore vescovo e martire, è attestata già nel Trecento ma assunse maggiore importanza dapprima nel 1459 quando papa Pio II la dichiarò collegiata, e poi il 18 settembre 1495 quando papa Alessandro VI la elevò alla dignità di cattedrale della diocesi dei Sabini, trasferendone la sede da Vescovio (oggi frazione di Torri in Sabina) a Magliano.
Ma dell'antica chiesa trecentesca resta oggi ben poco, a causa dei lavori di ristrutturazione del Settecento, voluti e finanziati dal cardinale Annibale Albani ed eseguiti in stile tardobarocco tra il 1730 ed il 1743 dagli architetti Filippo Barigioni e Pietro Paolo Alfieri.

## Descrizione
La facciata è opera settecentesca dell'Alfieri, edificata nel 1735. Si tramanda però che il disegno sia riferibile a Jacopo Barozzi da Vignola. L'interno dell'edificio è a tre navate con presbiterio coperto da volta a botte. Nella navata di sinistra si aprono tre cappelle laterali ed il battistero, mentre una quarta cappella si trova al termine della navata: le cappelle sono dedicate a san Gregorio Magno, a sant'Antonio di Padova, alla Pietà e al Santissimo Sacramento. Nella navata di destra invece in nicchie concave sono posti quattro altari, dedicati a san Rocco, ai santi Quattro Coronati, a san Domenico e al Presepe. Le cappelle e gli altari sono decorati con tele del XVI e XVII secolo.
La zona del presbiterio, con l'abside posteriore, fu decorata nel 1737; nell'abside è dipinto l'affresco raffigurante l’Assunzione della Vergine con Santi di Giovanni Domenico Piestrini.
La chiesa è ricca di tavole dipinte, tra le quali spicca quella del Santissimo Salvatore, detta "Pala Falconi", per lo stemma della famiglia che lo ordinò, essa viene attribuita ad un certo Maestro di Narni del 1409. Altra pala di interesse è quella di Rinaldo Jacovetti da Calvi dell'Umbria che rappresenta l'Incoronazione della Vergine con una predella che racconta il Miracolo della Madonna di Uliano.